# Andrena mediocalens
Andrena mediocalens är en biart som beskrevs av Cockerell 1931. Andrena mediocalens ingår i släktet sandbin, och familjen grävbin. Inga underarter finns listade i Catalogue of Life.